# Oneux
Oneux [ɔnø] ist eine französische Gemeinde mit 445 Einwohnern (Stand 1. Januar 2022) im Département Somme in der Region Hauts-de-France. Sie gehört zum Arrondissement Abbeville, zum Gemeindeverband Ponthieu-Marquenterre und zum Kanton Rue.

## Geographie

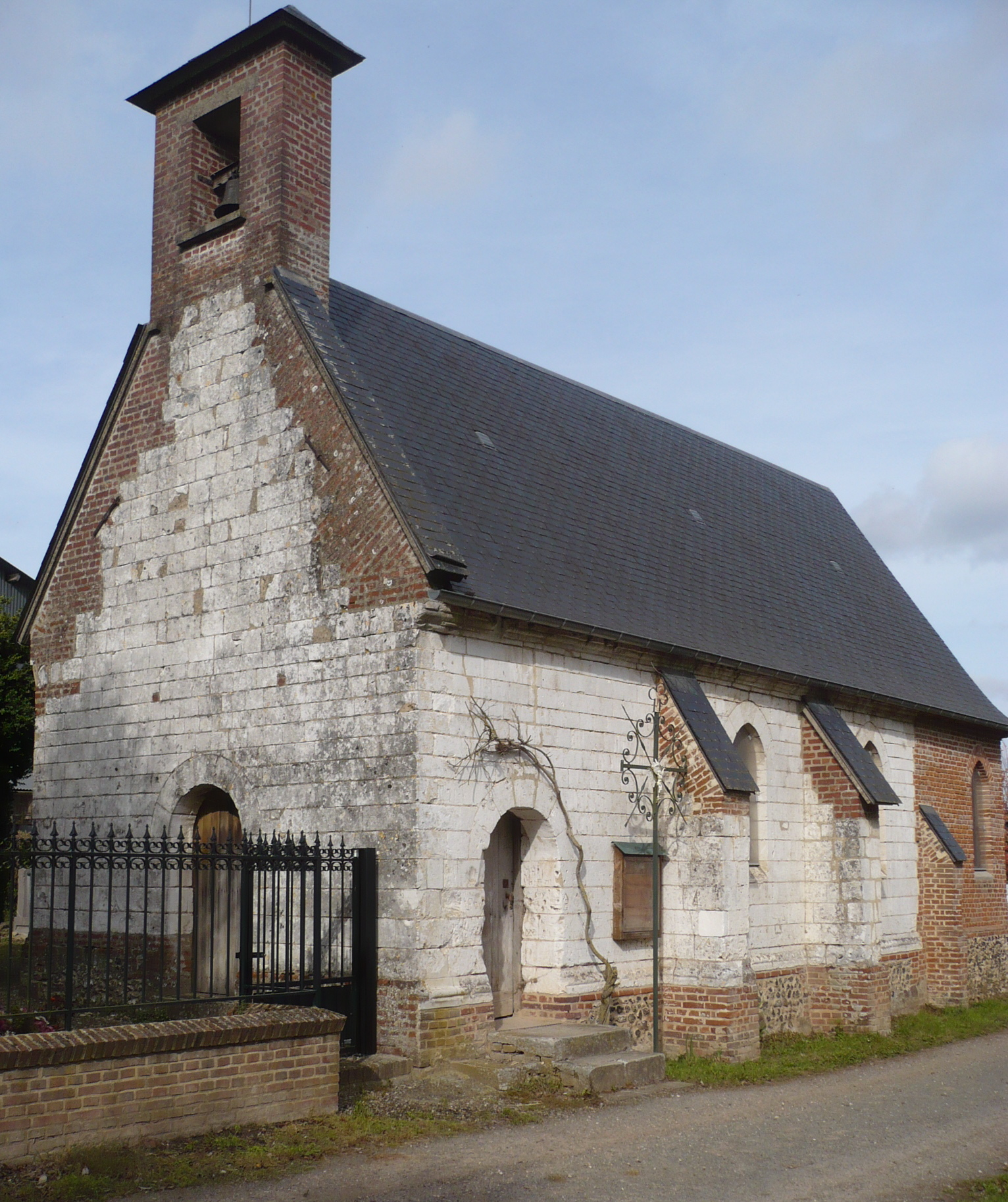
Kirche Saint-Claude in Le Festel

Die Gemeinde Oneux liegt in der Landschaft Ponthieu, zwölf Kilometer nordöstlich von Abbeville. Zur Gemeinde gehören neben dem gleichnamigen Hauptort die Dörfer Neuville im Trockental Vallée de Neuville und Le Festel im Nordosten nahe der Chaussée Brunehaut (heutige Départementsstraße D 108). Auch einige Gebäude, die an den Weiler Hanchy in der Gemeinde Coulonvillers angrenzen, gehören zu Oneux. Durch das Gemeindegebiet verläuft die Trasse der aufgelassenen Bahnstrecke von Doullens nach Abbeville (jetzt Voie verte, Traverse du Ponthieu). Umgeben wird Oneux von den Nachbargemeinden Yvrencheux im Norden, Yvrench und Cramont im Nordosten, Coulonvillers im Osten, Maison-Roland im Südosten, Bussus-lès-Yaucourt im Süden, Saint-Riquier im Westen sowie Gapennes im Nordwesten.

## Geschichte
Oneux huldigte früher den Grafen von Ponthieu. Die erste Erwähnung des Ortes stammt aus dem Jahr 830, als Ludwig der Fromme das Dorf und die zugehörigen Ländereien der Abtei von Saint-Riquier als Lehen überließ. In den Jahren 900 (als sylva olnodioli), 1184 (als onnodium), 1301 (als onneu) und 1492 (als Honneu) ist der Ort erneut dokumentiert. Die Äbte von Saint-Riquier errichteten in Oneux eine Burg, die während der Herrschaft Ludwigs XV. zerstört wurde.
Nachdem der Hauptort um 1660 abgebrannt war, wurde er um etwa zwei Kilometer nach Süden verlegt. Die Kirche Saint-Martin, die auch die baufällige Kirche des nahen Neuville ersetzte, wurde 1689/90 errichtet. 1782 wurde sie um die Sakristei erweitert, der Glockengiebel wurde 1861 durch einen Glockenturm mit zwei Seitentürmen ersetzt.

## Bevölkerungsentwicklung
| Jahr                       | 1962 | 1968 | 1975 | 1982 | 1990 | 1999 | 2011 | 2020 |
| Einwohner                  | 332  | 329  | 332  | 347  | 351  | 310  | 381  | 424  |
| Quellen: Cassini und INSEE |      |      |      |      |      |      |      |      |

## Sehenswürdigkeiten
- Kirche Saint-Martin aus dem 17. Jahrhundert mit Glockenturm aus dem 19. Jahrhundert
- Kirche Saint-Claude in Le Festel, erbaut um 1500[3]
- Neugotische Kapelle aus dem Jahr 1867
- Gefallenendenkmal

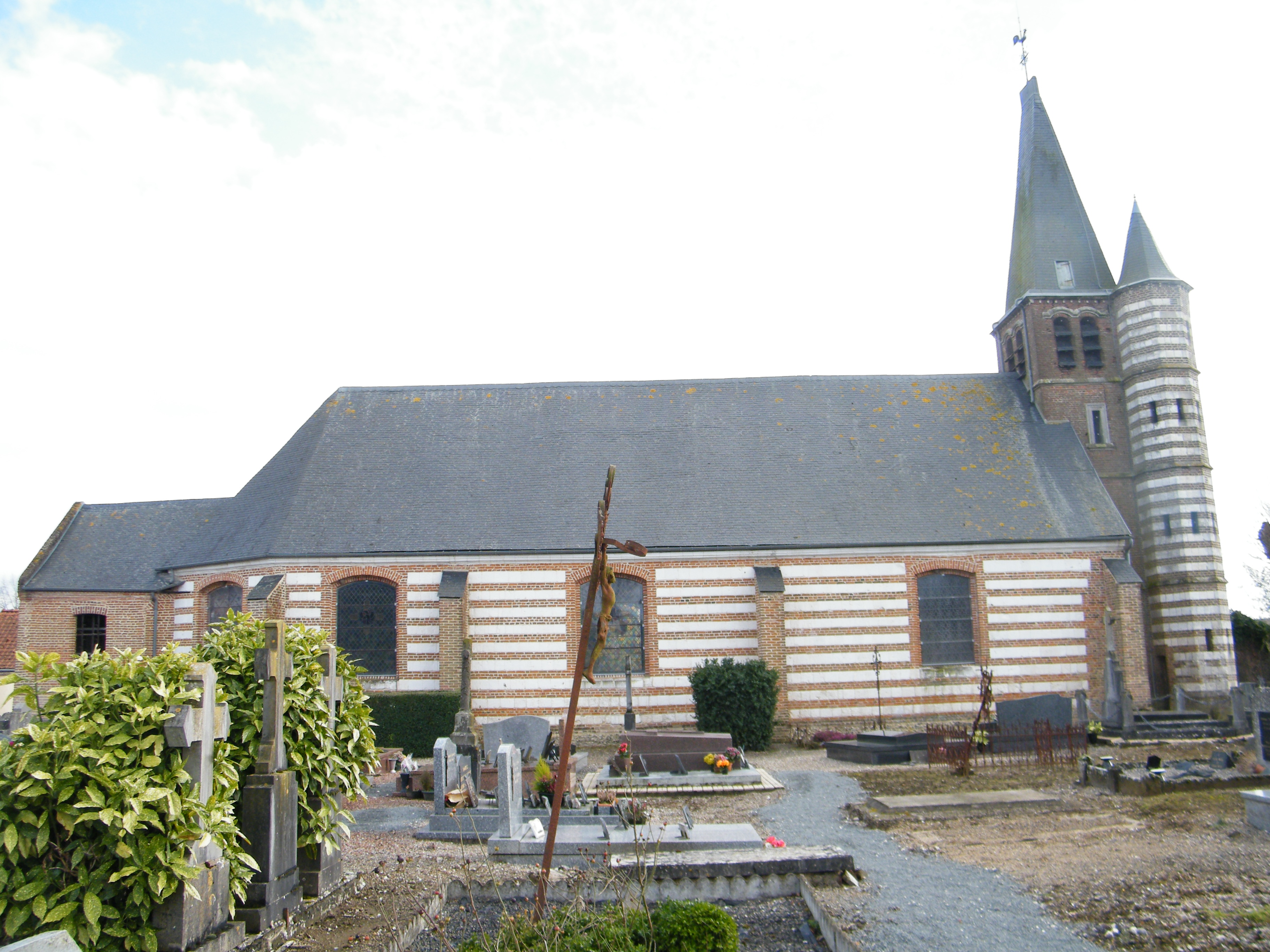
Kirche Saint-Martin
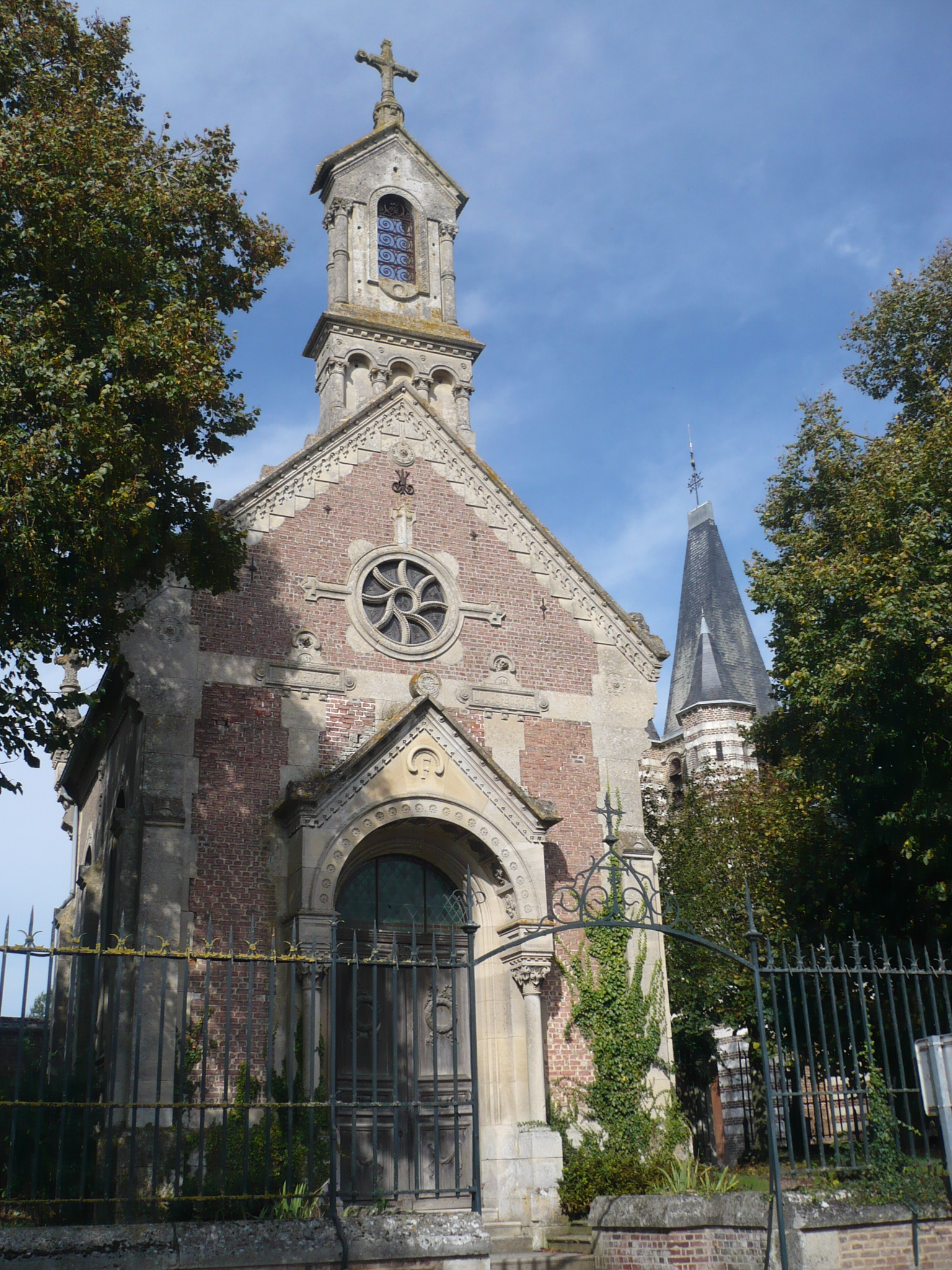
Neugotische Kapelle
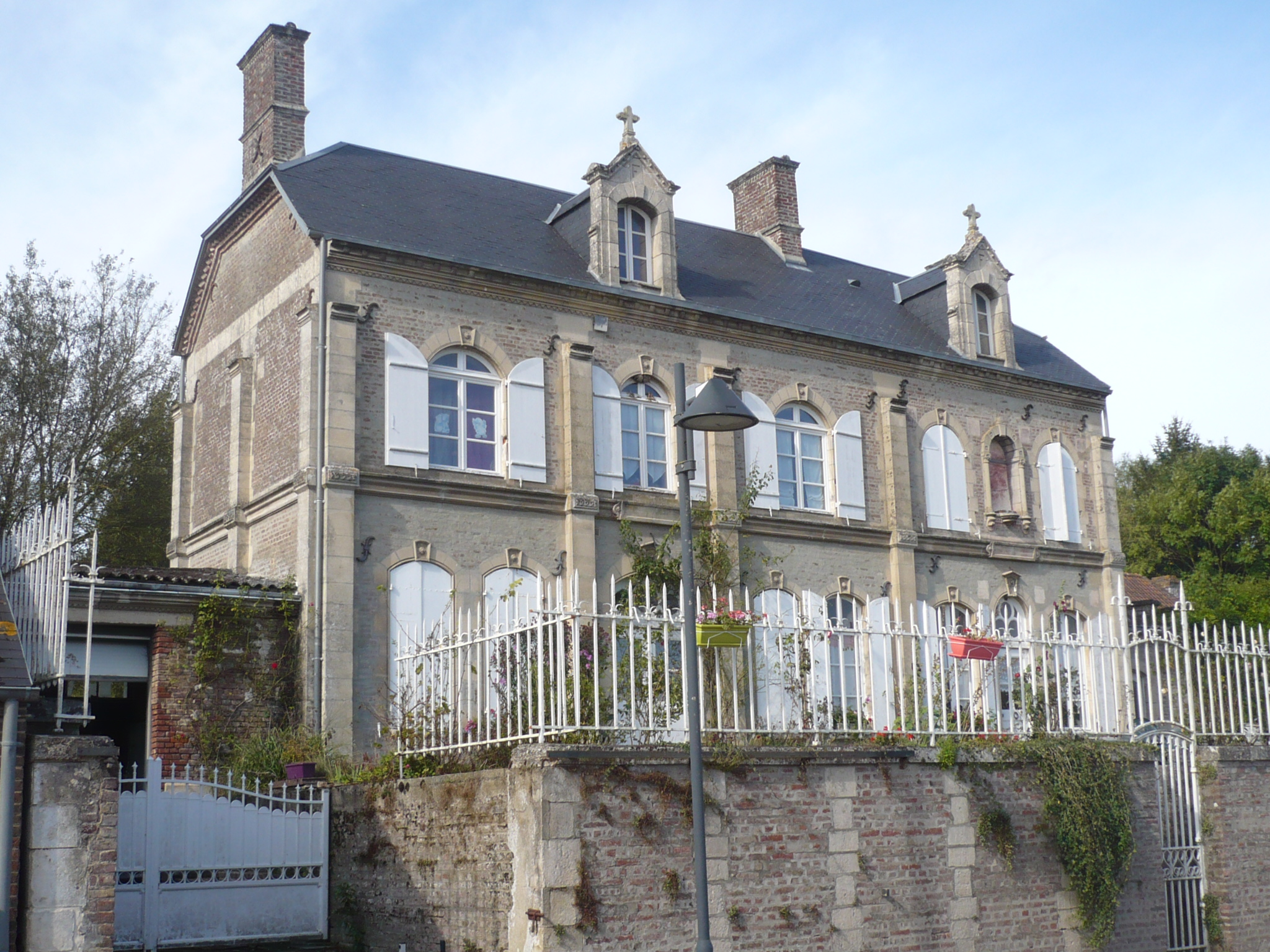
Pfarrhaus
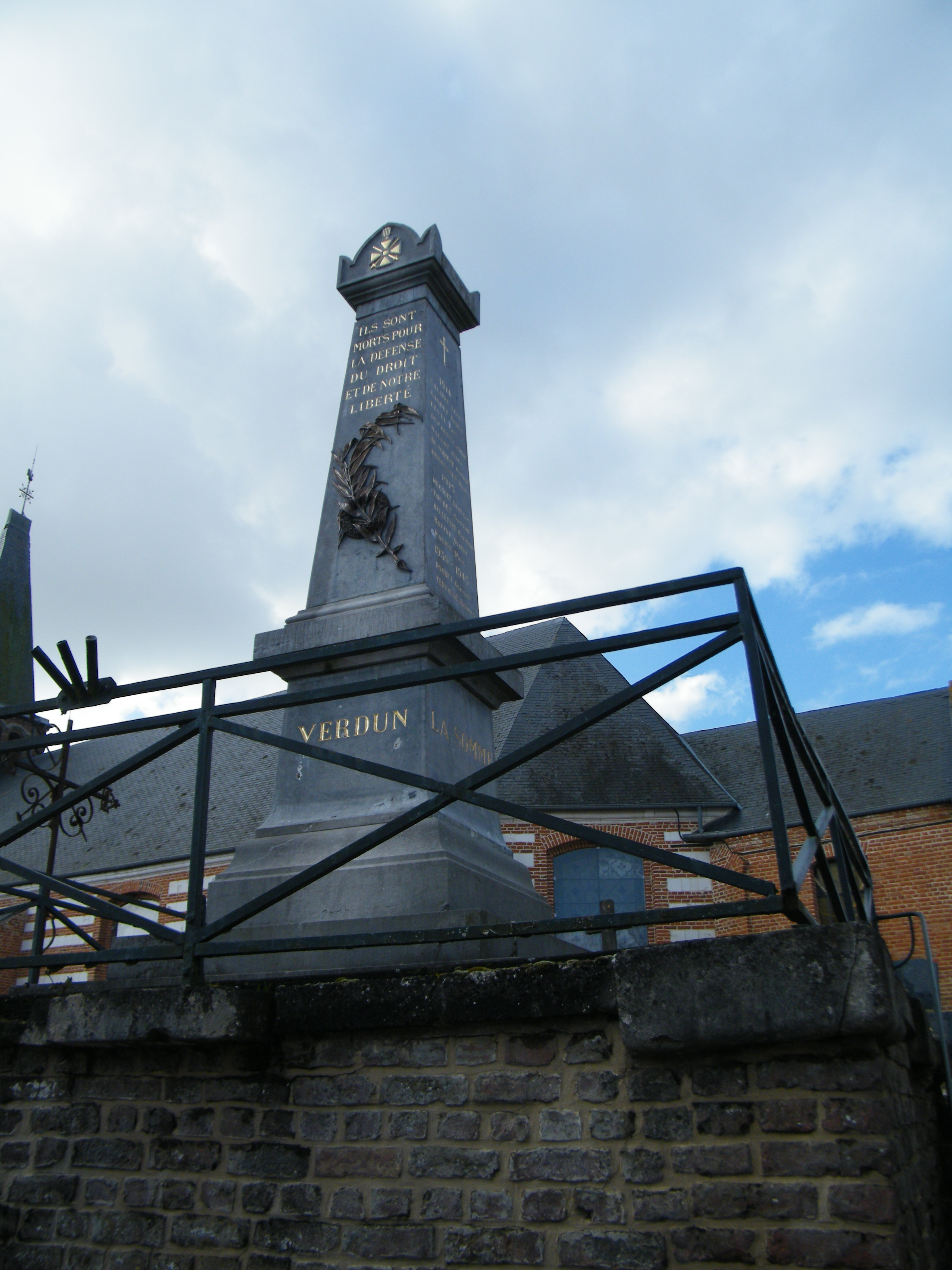
Gefallenendenkmal